# Rhinophis erangaviraji
Espèce
Rhinophis erangaviraji est une espèce de serpents de la famille des Uropeltidae. 

## Répartition
Cette espèce est endémique des monts Rakwana au Sri Lanka.

## Description
Rhinophis erangaviraji mesure environ 30 cm.

## Étymologie
Son nom d'espèce lui a été donné en l'honneur de Eranga Viraj Dayarathne, un moniteur du Reptiles group of the Young Zoologists’ Association au Department of National Zoological Gardens.

## Publication originale
- Wickramasinghe, Vidanapathirana, Wickramasinghe & Ranwella, 2009 : A new species of Rhinophis Hemprich, 1820 (Reptilia: Serpentes: Uropeltidae) from Rakwana massif, Sri Lanka. Zootaxa, n. 2044, p. 1-22 (introduction).